# تئودوریک فون ترایدن
تئودوریک فون ترایدن (انگلیسی: Theoderich von Treyden; درگذشته	۱۵ ژوئن ۱۲۱۹) کشیش اهل لیوونی بود. وی که به‌همراه والدمار دوم دانمارک در جنگ صلیبی لیوونی حضور داشت در نبرد لیندانیسه کشته شد.